# New Rules
"New Rules" é uma canção da cantora inglesa Dua Lipa, contida em seu álbum de estreia homônimo (2017). Foi composta por Caroline Ailin, Emily Warren e Ian Kirkpatrick, sendo produzida pelo último, que também encarregou-se de sua produção vocal. A sua gravação ocorreu em 2017 nos Zenseven Studios em Woodland Hills, Califórnia, NRG Studios em North Hollywood, Califórnia e Atlantic Recording Studios, em Los Angeles, Califórnia, com os vocais da cantora sendo gravados nos TaP Studios e nos Strongroom 7, ambos situados em Londres. A faixa foi enviada para rádios mainstream em 7 de julho de 2017, através da Warner Bros. Records, servindo como o sexto single do disco, sendo posteriormente enviada para estações mainstream e hot AC estadunidenses.
"New Rules" é uma canção derivada dos gêneros tropical house, EDM e electropop cuja instrumentação incluiu o uso de bateria e trompa. A letra apresenta Lipa indicando uma lista de regras para terminar com um ex-namorado. As críticas após o lançamento da música foram em geral positivas, com muitos rotulando-a como um hino de término de namoro e empoderamento feminino. Comercialmente, liderou as tabelas do Reino Unido, Irlanda e Países Baixos, atingindo as dez melhores posições em países como Austrália, Bélgica, Canadá, Escócia, Nova Zelândia, Noruega e República Checa. Nos Estados Unidos, tornou-se sua terceira entrada e sua canção de maior sucesso, obtendo um pico no sexto lugar da Billboard Hot 100 e liderando as genéricas Pop Songs e Hot Dance Club Songs.
O vídeo musical correspondente foi dirigido por Henry Scholfield, e lançado em 7 de julho de 2017 através do YouTube. As cenas retratam a artista ficando em um quarto de hotel com suas amigas, e impedindo-as de voltar com seus ex-namorados. O vídeo foi recebido com análises positivas dos críticos musicais, que prezaram sua temática de empoderamento feminino, com seu sucesso comercial sendo atribuído à popularidade do vídeo. A artista interpretou a faixa diversas vezes em festivais, como Europa Plus e Glastonbury.

## Antecedentes e composição
Dua Lipa trabalhou em seu álbum de estreia homônimo durante três anos, afirmando que o processo prolongado a fez compor e gravar músicas até que sentisse ter uma quantidade considerável para escolher. Quando perguntada sobre como era trabalhar com artistas mais jovens como Lipa e Noah Cyrus, Warren afirmou que ambas eram "almas mais velhas" e que ajudou-as a expressar o que queriam. Ela elaborou ainda que "Em ambos os casos, elas estavam bastante à vontade para contar essas histórias. (...) [As músicas] acabaram sendo verdadeiras para cada artista porque também vieram de sua história". A artista explicou que "'New Rules' é bem diferente de muitas das faixas presentes no álbum. Eu queria que ela se sentisse muito nova [...] É a música de despedida que gostaria de ter quando eu estivesse falando com alguém" e que "É sobre manter distância de alguém que é ruim para você. Estou definindo algumas regras, então [que eu] não voltarei a essa pessoa". A faixa foi enviada para rádios mainstream no Reino Unido em 21 de julho de 2017, servindo como o sexto single do álbum. Foi enviada para rádios italianas do mesmo formato na semana seguinte, sendo lançada em estações hot AC e mainstream dos Estados Unidos em 21 de agosto e 22 de agosto, respectivamente.
"New Rules" foi composta por Caroline Ailin, Emily Warren e Ian Kirpatrick, sendo produzida pelo último, que também encarregou-se da engenharia e da programação da faixa, gravada nos Zenseven Studios em Woodland Hills, Califórnia, NRG Studios em North Hollywood, Califórnia e Atlantic Recording Studios em Los Angeles, Califórnia. Lipa gravou seus vocais nos estúdios TaP Studios e Strongroom 7, ambos situados em Londres. Josh Gudwin responsabilizou-se pela mixagem e Chris Gehringer pela masterização, realizada nos Sterling Sound em Nova Iorque. Musicalmente, é uma canção derivada dos gêneros tropical house, EDM e electropop com influências de bashment, com uma bateria e trompa servindo como instrumentação. De acordo com a partitura publicada no Musicnotes.com pela Faber Music, a obra é composta no tom de lá menor e possui um ritmo de 116 batidas por minuto. Os vocais da intérprete abrangem-se entre as notas de lá3 e mi5. Nas letras, ela faz uma lista de regras que a previnem de voltar com um ex namorado. As regras são: "Um: Não atenda o telefone, você sabe que ele está ligando porque está bêbado e sozinho / Dois: Não o deixe entrar, você vai ter que expulsá-lo de novo / Três: Não seja amiga dele, você sabe que vai acordar na cama dele". Em entrevista com a National Public Radio: "Não são necessariamente regras que eu consegui seguir. Mas são regras que eu sinto ser importante dizer para você mesma, para suas amigas... Há um motivo para as pessoas terminarem os relacionamentos, e provavelmente o mesmo motivo pelo qual você não deveria voltar". Para o portal Genius, Warren explicou que "New Rules" era um auto-lembrete para as pessoas que estão se recuperando de um término de namoro para não se deixarem levar por uma tentação momentânea já que não é "uma boa ideia a longo prazo".

## Faixas e formatos
| Download digital |             |         |  |
| N.º              | Título      | Duração |  |
| 1.               | "New Rules" | 3:29    |  |

| Download digital (versão acústica) |                               |         |  |
| N.º                                | Título                        | Duração |  |
| 1.                                 | "New Rules" (versão acústica) | 3:33    |  |

| Download digital (Alison Wonderland Remix) |                                       |         |  |
| N.º                                        | Título                                | Duração |  |
| 1.                                         | "New Rules" (Alison Wonderland Remix) | 4:23    |  |

| Download digital (Initial Talk Remix) |                                  |         |  |
| N.º                                   | Título                           | Duração |  |
| 1.                                    | "New Rules" (Initial Talk Remix) | 3:44    |  |

| Extended play (EP) de remixes |                                       |         |  |
| N.º                           | Título                                | Duração |  |
| 1.                            | "New Rules" (KREAM Remix)             | 4:40    |  |
| 2.                            | "New Rules" (Freedo Remix)            | 3:33    |  |
| 3.                            | "New Rules" (SG Lewis Remix)          | 4:13    |  |
| 4.                            | "New Rules" (MRK Club Remix)          | 4:44    |  |
| 5.                            | "New Rules" (Alison Wonderland Remix) | 4:23    |  |

## Créditos
Todo o processo de elaboração de "New Rules" atribui os seguintes créditos:
Gravação
- Gravada em 2017 nos Zenseven Studios (Woodland Hills, Califórnia), NRG Studios (North Hollywood, Califórnia) e Atlantic Recording Studios (Los Angeles, Califórnia)
- Vocais gravados nos TaP Studios e Strongroom 7 (Londres)
- Masterizada nos Sterling Sound (Nova Iorque)

Publicação
- Publicada pelas empresas Waterfall Music, BMG/Under Warrenty Publishing, Where Da Kasz At, Warner-Tamerlane Publishing Corp. e Buckley Tenenbaum Publishing (BMI)
- Direitos pertencentes às empresas: Buckley Tenenbaum Publishing
- Direitos administrados pela Warner-Tamerlane Publishing Corporation (BMI)

Produção
| - Dua Lipa: vocais - Caroline Ailin: composição - Emily Warren: composição | - Ian Kirkpatrick: produção, produção vocal, engenharia, programação - Josh Gudwin: mixagem - Chris Gehringer: masterização |

## Desempenho nas tabelas musicais
| Tabela musical (2017)                                  | Melhor posição |
| ------------------------------------------------------ | -------------- |
| Alemanha (Media Control Charts)                        | 9              |
| Argentina (Monitor Latino)                             | 9              |
| Austrália (ARIA Charts)                                | 2              |
| Áustria (Ö3 Austria Top 40)                            | 11             |
| Bélgica (Ultratop 50 de Flandres)                      | 1              |
| Bélgica (Ultratop 40 da Valônia)                       | 4              |
| Brasil (Brasil Hot 100 Airplay)                        | 83             |
| Brasil (Top 50 Streaming)                              | 3              |
| Canadá (Canadian Hot 100)                              | 7              |
| Colômbia (National Report)                             | 34             |
| Coreia do Sul (Gaon Music Chart)                       | 23             |
| Croácia (Croatian Airplay Radio Chart)                 | 3              |
| Dinamarca (Tracklisten)                                | 14             |
| Escócia (The Official Charts Company)                  | 2              |
| Eslováquia (IFPI Slovenská Republika)                  | 6              |
| Espanha (Productores de Música de España)              | 12             |
| Estados Unidos (Billboard Hot 100)                     | 6              |
| Estados Unidos (Pop Songs)                             | 1              |
| Estados Unidos (Adult Pop Songs)                       | 11             |
| Estados Unidos (Hot Dance Club Songs)                  | 1              |
| Estados Unidos (Rhythmic Songs)                        | 13             |
| Estados Unidos (Latin Pop Songs)                       | 40             |
| Filipinas (Philippine Hot 100)                         | 6              |
| Finlândia (IFPI Finlândia)                             | 5              |
| França (Syndicat National de l'Édition Phonographique) | 43             |
| Grécia (Greece Digital Songs)                          | 5              |
| Hungria (Magyar Hanglemezkiadók Szövetsége)            | 1              |
| Israel (Media Forest)                                  | 1              |
| Irlanda (Irish Recorded Music Association)             | 1              |
| Itália (Federazione Industria Musicale Italiana)       | 8              |
| Malásia (Recording Industry Association of Malaysia)   | 3              |
| México (Mexico Inglés Airplay)                         | 3              |
| Noruega (VG-lista)                                     | 5              |
| Nova Zelândia (NZ Top 40 Singles)                      | 3              |
| Países Baixos (MegaCharts)                             | 1              |
| Polônia (Związek Producentów Audio Video)              | 5              |
| Portugal (Associação Fonográfica Portuguesa)           | 3              |
| Reino Unido (UK Singles Chart)                         | 1              |
| Chéquia (IFPI Česká Republika)                         | 6              |
| Romênia (Media Forest)                                 | 1              |
| Rússia (Russian Music Charts)                          | 11             |
| Suécia (Sverigetopplistan)                             | 7              |
| Suíça (Schweizer Hitparade)                            | 11             |
| União Europeia (Euro Digital Songs)                    | 3              |
| Venezuela (Record Report)                              | 15             |

| País (Empresa)             | Certificação |
| -------------------------- | ------------ |
| Alemanha (BVMI)            | Platina      |
| Austrália (ARIA)           | 6× Platina   |
| Bélgica (BEA)              | 2× Platina   |
| Brasil (Pro-Música Brasil) | 6× Diamante  |
| Canadá (Music Canada)      | 7× Platina   |
| Dinamarca (IFPI Dinamarca) | Platina      |
| Espanha (PROMUSICAE)       | 2× Platina   |
| Estados Unidos (RIAA)      | 5× Platina   |
| França (SNEP)              | Platina      |
| Itália (FIMI)              | 3× Platina   |
| Nova Zelândia (RMNZ)       | 2× Platina   |
| Reino Unido (BPI)          | 4× Platina   |
| Suécia (GLF)               | 2× Platina   |

## Histórico de lançamento
| País           | Data                 | Formato           | Gravadora    |
| -------------- | -------------------- | ----------------- | ------------ |
| Reino Unido    | 21 de julho de 2017  | Rádios mainstream | Warner Bros. |
| Itália         | 28 de julho de 2017  | Rádios mainstream | Warner       |
| Estados Unidos | 21 de agosto de 2017 | Rádios hot AC     | Warner Bros. |
| Estados Unidos | 22 de agosto de 2017 | Rádios mainstream | Warner Bros. |